# パラグアイの在外公館の一覧

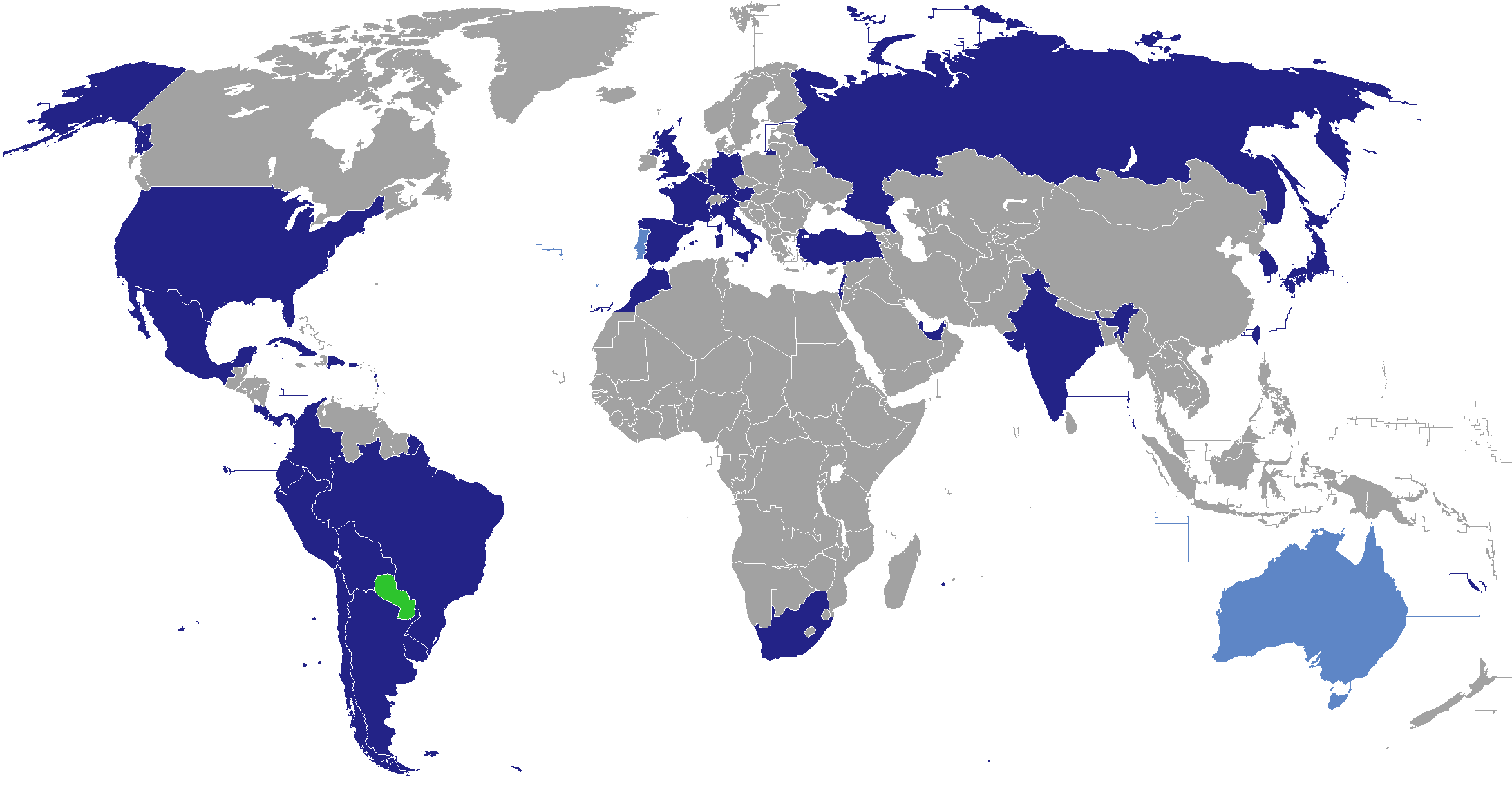
パラグアイが在外公館を設置している国
パラグアイ
在外公館設置国

本項は、パラグアイの在外公館の一覧である。パラグアイは南米の両大国であるブラジルとアルゼンチンに挟まれており、それゆえ両国に置かれている領事館の数は多い。なお、北京ではなく台北に大使館を維持している南米唯一の国である。

## アフリカ

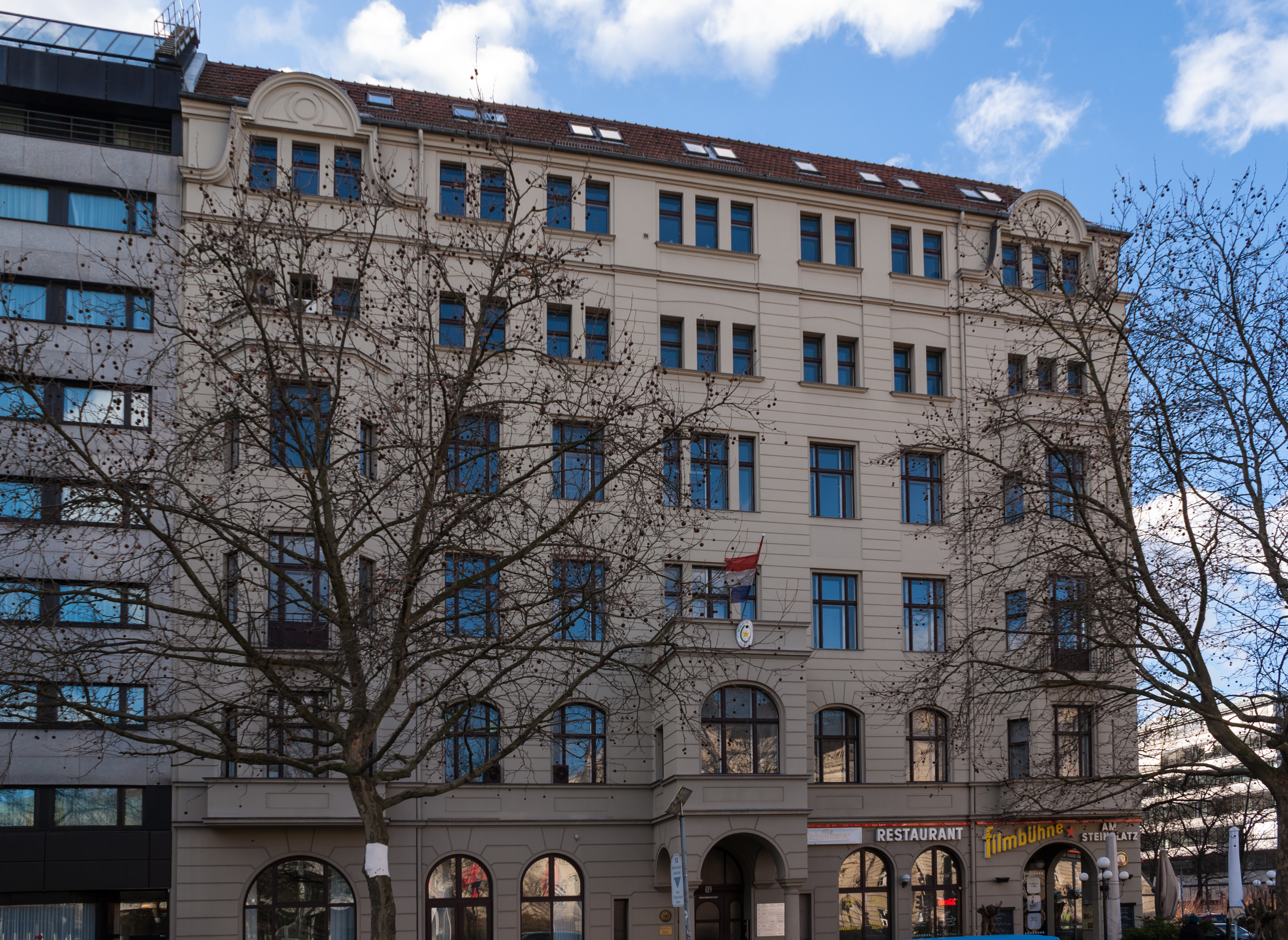
在ドイツパラグアイ大使館

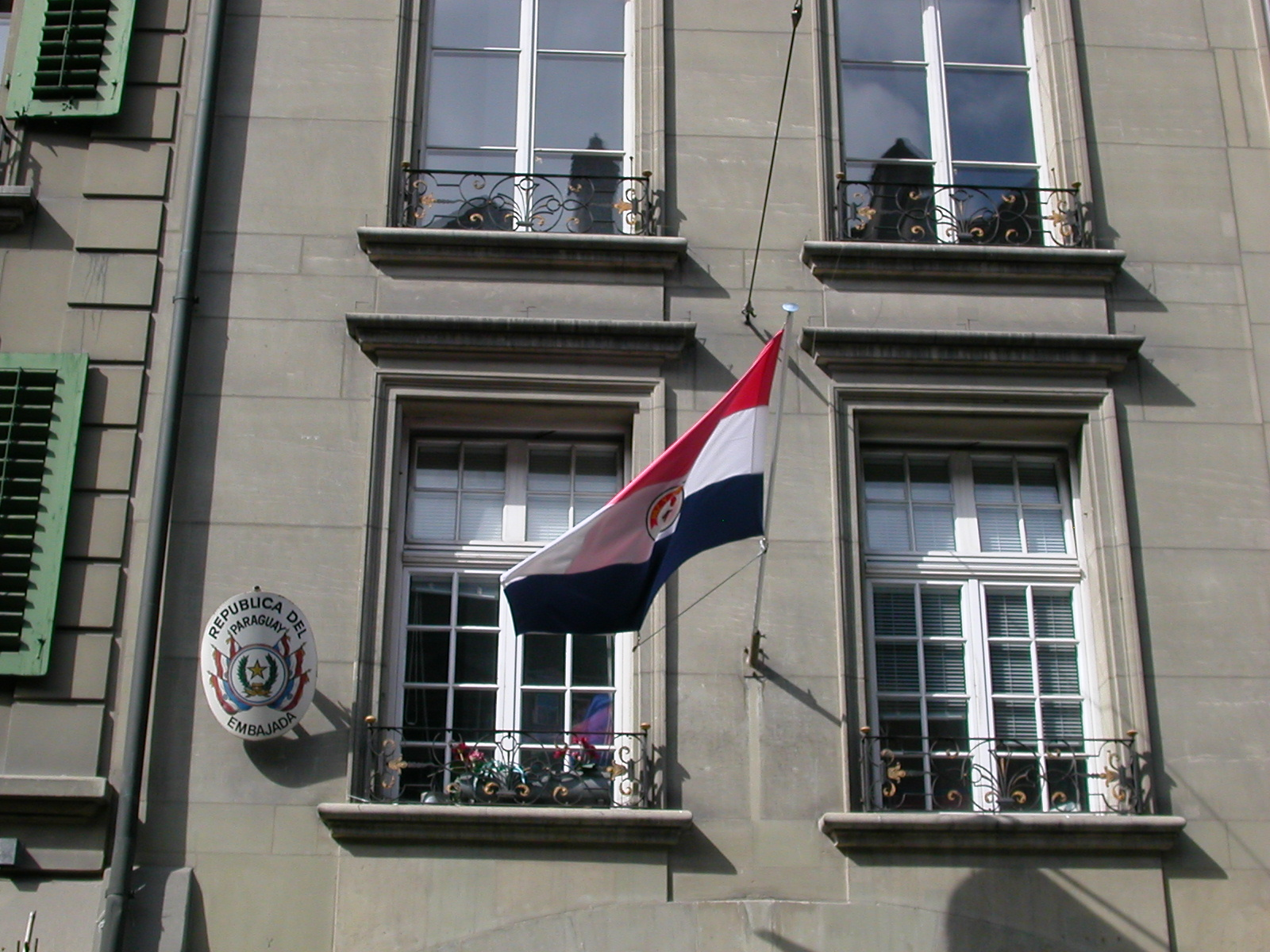
在スイスパラグアイ大使館

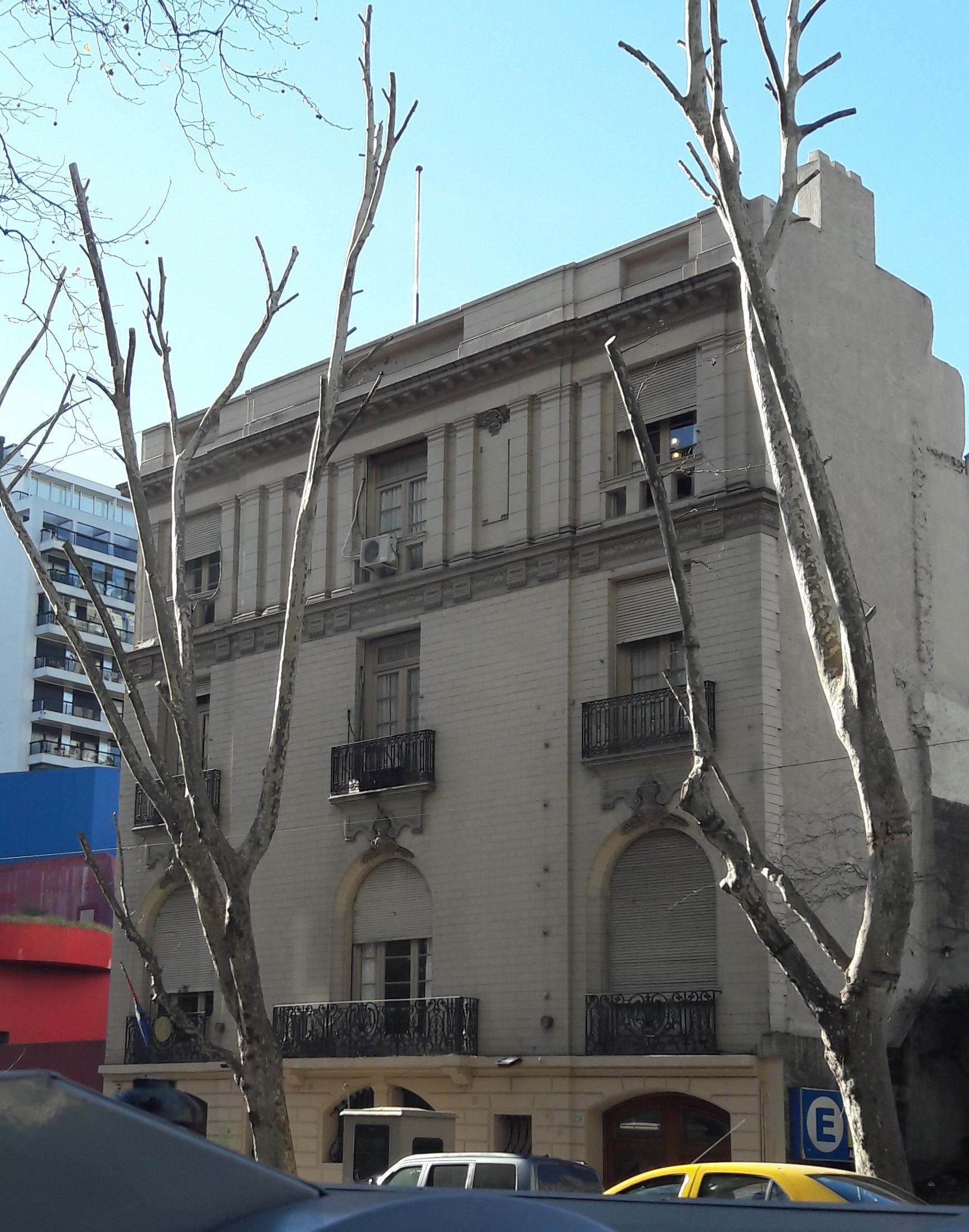
在アルゼンチンパラグアイ大使館

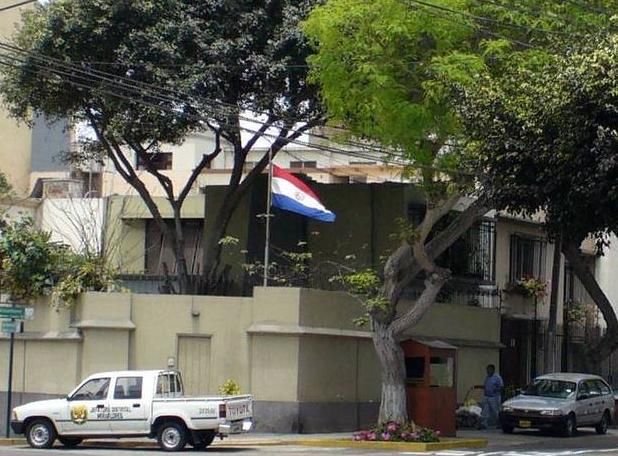
在ペルーパラグアイ大使館

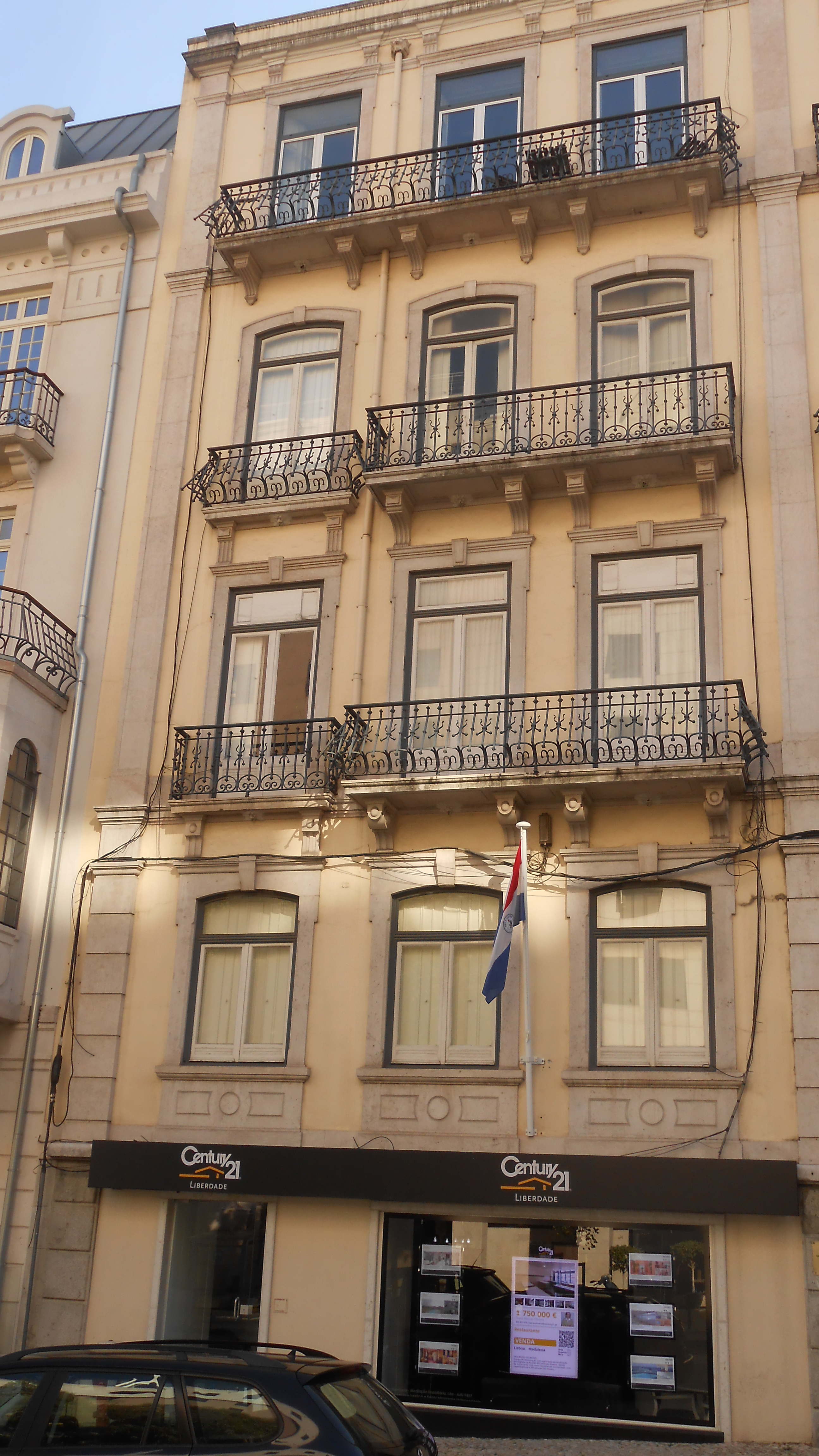
在ポルトガルパラグアイ大使館

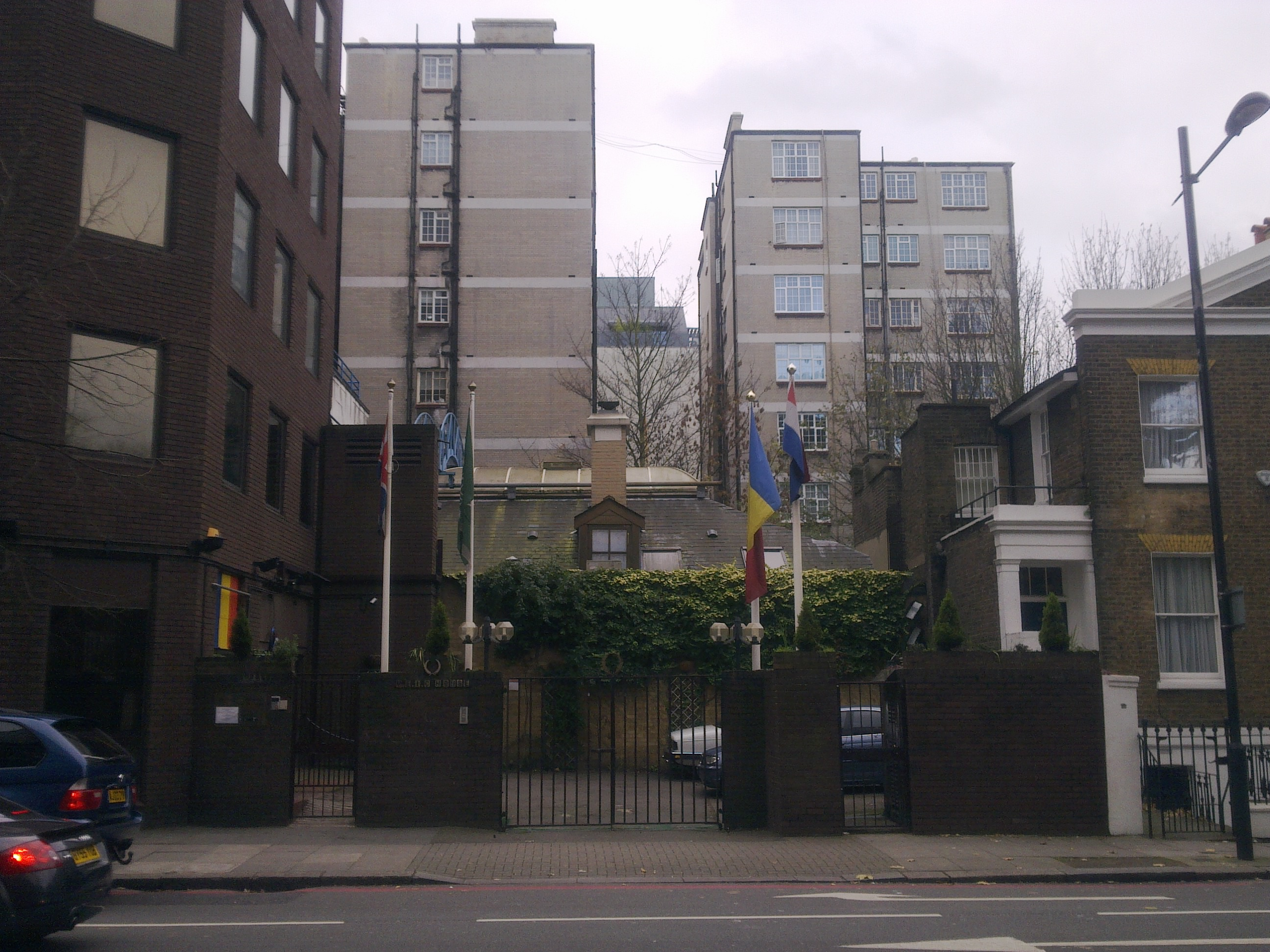
在イギリスパラグアイ大使館

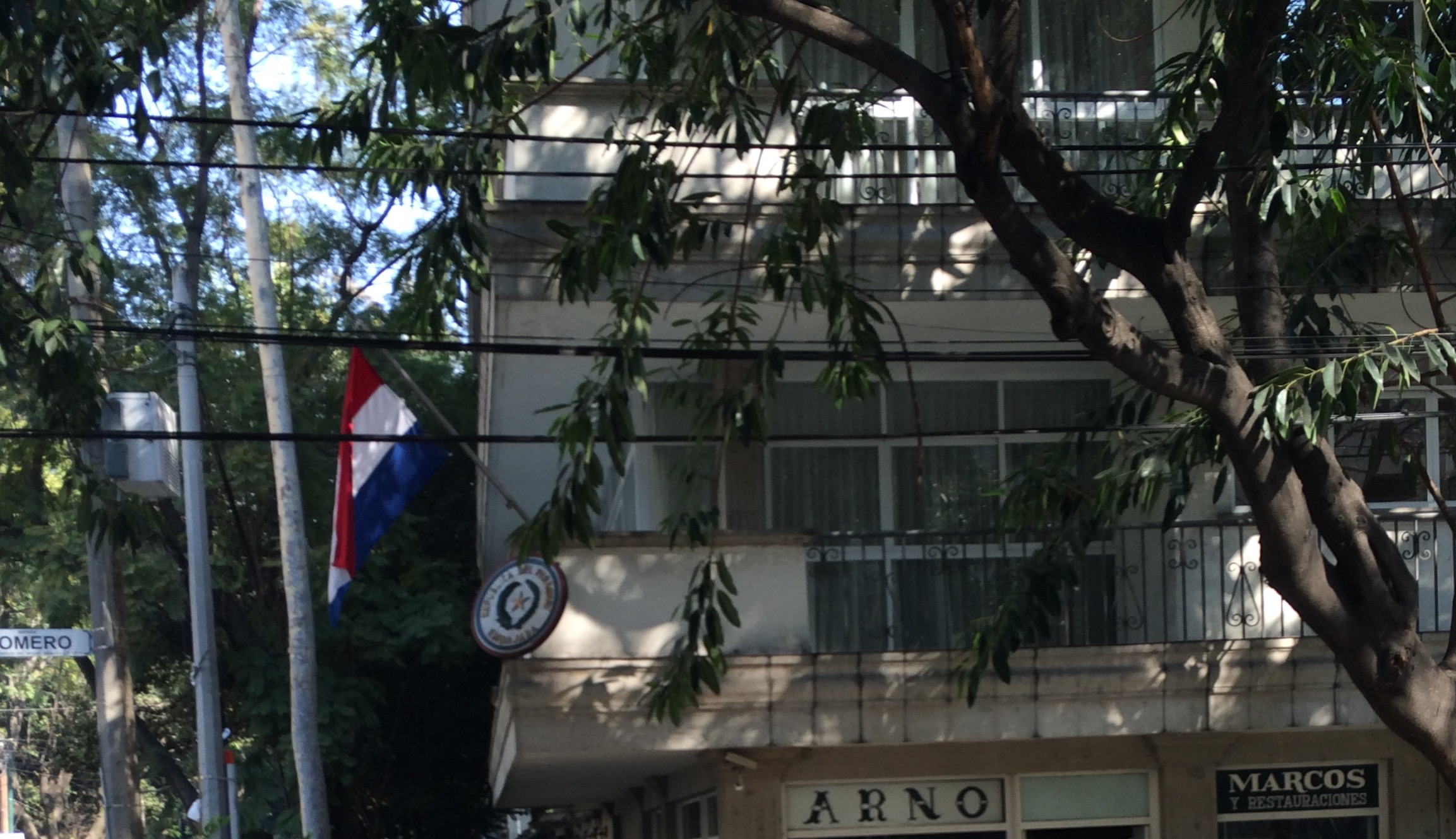
在メキシコパラグアイ大使館

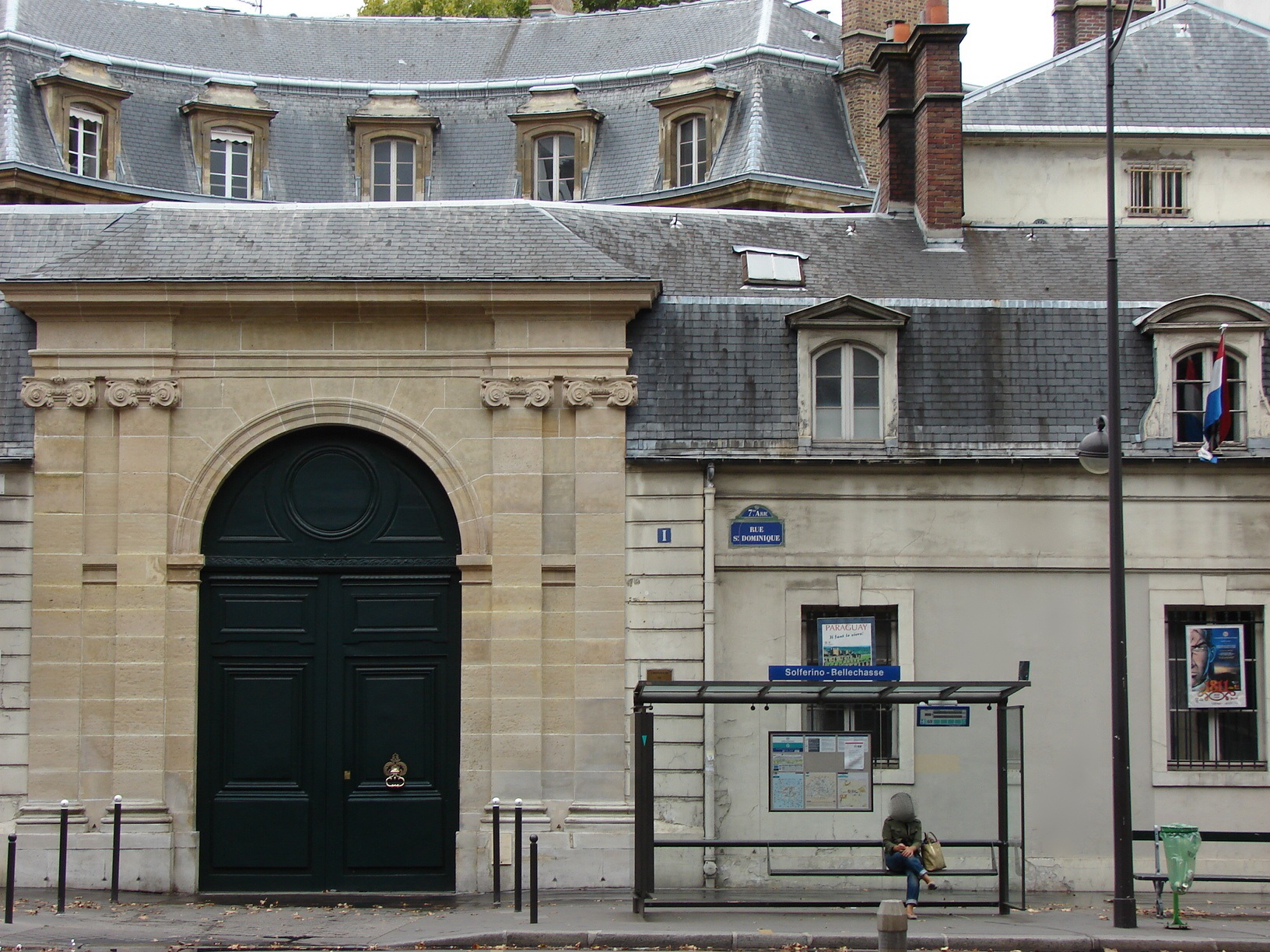
在フランスパラグアイ大使館

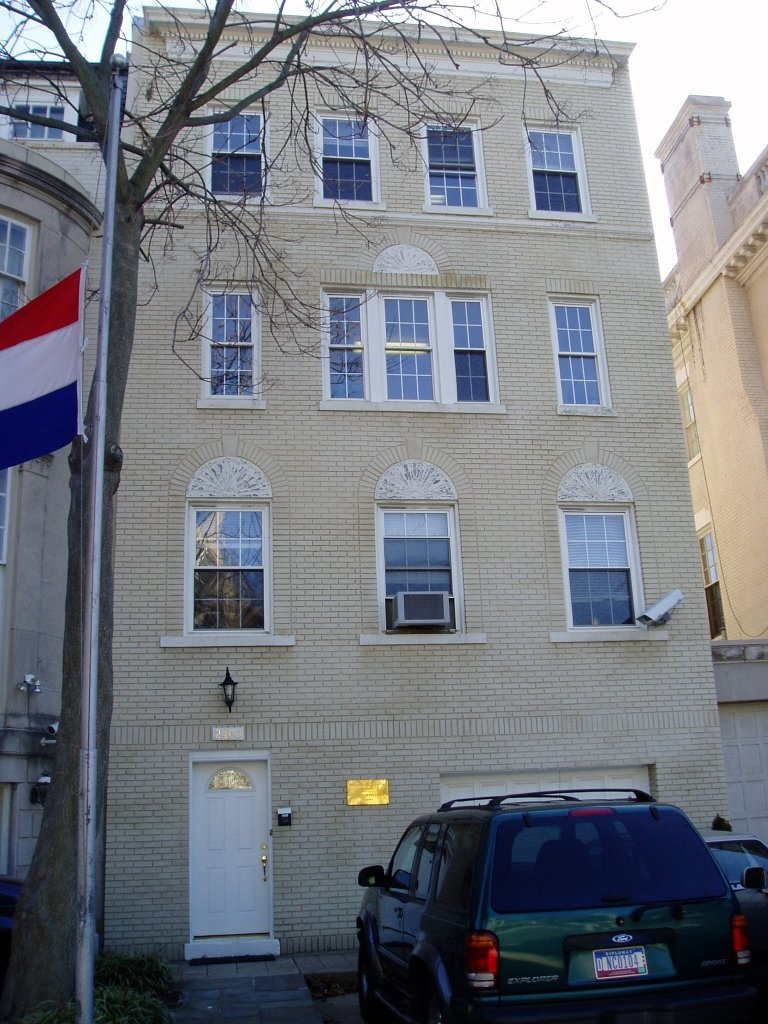
在アメリカ合衆国パラグアイ大使館

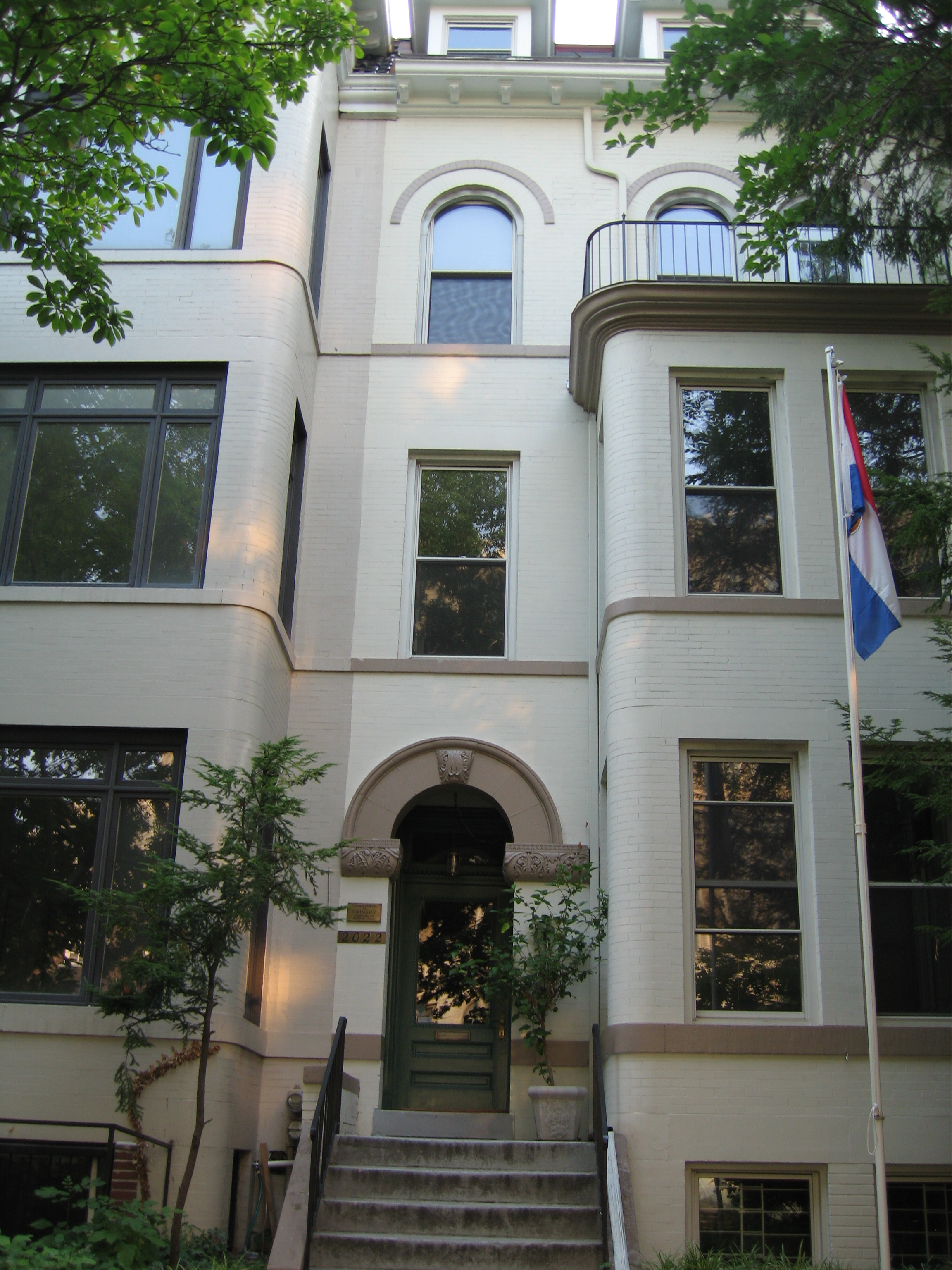
米州機構パラグアイ政府代表部

- エジプト
  - 在エジプト大使館（カイロ）
- モロッコ
  - 在モロッコ大使館（ラバト）
- 南アフリカ共和国
  - 在南アフリカ大使館（プレトリア）

## アメリカ
- アルゼンチン
  - 在アルゼンチン大使館（ブエノスアイレス）
  - 在クロリンダ（スペイン語版、英語版）領事館
  - 在コルドバ領事館
  - 在フォルモサ領事館
  - 在ポサーダス領事館
  - 在レシステンシア領事館
  - 在ロサリオ領事館
  - 在プエルト・イグアス領事館
- ボリビア
  - 在ボリビア大使館（ラパス）
  - 在サンタクルス総領事館
  - 在ビジャモンテス（スペイン語版、英語版）領事館
- ブラジル
  - 在ブラジル大使館（ブラジリア）
  - 在クリチバ総領事館
  - 在リオデジャネイロ総領事館
  - 在サンパウロ総領事館
  - 在カンポグランデ領事館
  - 在フォス・ド・イグアス領事館
  - 在グアイラ（ポルトガル語版、英語版）領事館
  - 在パラナグア領事館
  - 在ポンタ・ポラン（ポルトガル語版、英語版）領事館
  - 在ポルト・アレグレ領事館
  - 在サントス領事館
- カナダ
  - 在カナダ大使館（オタワ）
- チリ
  - 在チリ大使館（サンティアゴ）
  - 在イキケ領事館
- コロンビア
  - 在コロンビア大使館（ボゴタ）
- コスタリカ
  - 在コスタリカ大使館（サンホセ）
- キューバ
  - 在キューバ大使館（ハバナ）
- ドミニカ共和国
  - 在ドミニカ共和国大使館（サントドミンゴ）
- エクアドル
  - 在エクアドル大使館（キト）
- メキシコ
  - 在メキシコ大使館（メキシコシティ）
- パナマ
  - 在パナマ大使館（パナマ）
- ペルー
  - 在ペルー大使館（リマ）
- アメリカ合衆国
  - 在アメリカ合衆国大使館（ワシントンD.C.）
  - 在ロサンゼルス総領事館
  - 在マイアミ総領事館
  - 在ニューヨーク総領事館
- ウルグアイ
  - 在ウルグアイ大使館（モンテビデオ）兼在モンテビデオ総領事館
- ベネズエラ
  - 在ベネズエラ大使館（カラカス）

## アジア
- インド
  - 在インド大使館（ニューデリー）
- インドネシア
  - 在インドネシア大使館（ジャカルタ）
- イスラエル
  - 在イスラエル大使館（テルアビブ）
- 日本
  - 駐日大使館（東京）
- レバノン
  - 在レバノン大使館（ベイルート）
- カタール
  - 在カタール大使館（ドーハ）
- 韓国
  - 在大韓民国大使館（ソウル）
- 中華民国
  - 在中華民国大使館（台北）

## ヨーロッパ
- オーストリア
  - 在オーストリア大使館（ウィーン）
- ベルギー
  - 在ベルギー大使館（ブリュッセル）
- フランス
  - 在フランス大使館（パリ）
- ドイツ
  - 在ドイツ大使館（ベルリン）
- バチカン
  - 在バチカン大使館（ローマ）
- イタリア
  - 在イタリア大使館（ローマ）
- ポルトガル
  - 在ポルトガル大使館（リスボン）
- ロシア
  - 在ロシア大使館（モスクワ）
- スペイン
  - 在スペイン大使館（マドリード）兼在マドリード総領事館
  - 在バルセロナ総領事館
  - 在マラガ総領事館
- スウェーデン
  - 在スウェーデン大使館（ストックホルム）
- スイス
  - 在スイス大使館（ベルン）
- イギリス
  - 在イギリス大使館（ロンドン）

## オセアニア
- オーストラリア
  - 在オーストラリア大使館（キャンベラ）

## 国際機関
- 国際連合パラグアイ政府代表部（ブリュッセル）
- 国際連合パラグアイ政府代表部、ジュネーブ国際機関パラグアイ政府代表部（ジュネーブ）
- ラテンアメリカ統合連合パラグアイ政府代表部、メルコスールパラグアイ政府代表部（モンテビデオ）
- 国際連合パラグアイ政府代表部（ニューヨーク）
- 米州機構パラグアイ政府代表部（ワシントンD.C.）